# جيف لوميس
جيف لوميس (بالإنجليزية: Jeff Loomis)‏ هو عازف قيثارة وملحن وموسيقي أمريكي، ولد في 14 سبتمبر 1971 في أبلتون في الولايات المتحدة.

## وصلات خارجية
- الموقع الرسمي
- جيف لوميس على موقع IMDb (الإنجليزية)
- جيف لوميس على موقع ميوزك برينز (الإنجليزية)
- جيف لوميس على موقع أول ميوزيك (الإنجليزية)
- جيف لوميس على موقع ديسكوغز (الإنجليزية)